# 萊默
萊默（Lemmer）是荷蘭的一個小城，在行政區劃上屬於弗里斯蘭省弗里斯兰湖镇。2017年，這裡有人口約10,225人。萊默是弗里斯蘭著名的水上運動城市。
世界文明遗产沃达蒸汽泵站位于该城附近。

## 著名人物
- 亨德里克·范·赖赫斯玛（英语：Hendrik van Rijgersma），医学家、植物学家
- 彼得·费尔胡夫（英语：Pieter Verhoeff），电影导演
- 维特克·克拉默（英语：Wieteke Cramer），1981年出生，速滑运动员
- 埃普克·宗德兰，体操运动员

## 外部連結
- 维基共享资源上的相關多媒體資源：萊默